# Dispozitivul cu corbomită
„Dispozitivul cu corbomită” este un episod din Star Trek: Seria originală care a avut premiera la 10 noiembrie 1966.

## Prezentare
Enterprise este amenințată de o gigantică navă extraterestră al cărei comandant îi condamnă echipajul la moarte. Nava extraterestră pare a fi atotputernică, iar comandantul ei refuză orice încercare de negociere, forțându-l pe Kirk să recurgă la o strategie neortodoxă pentru a-și salva nava.